# Edward Scaife
Edward Grenville Scaife, né le 23 mai 1912 à Londres, mort en novembre 1994 à Chichester (Sussex de l'Ouest), est un directeur de la photographie anglais, membre de la BSC.
Il est généralement crédité Edward Scaife, parfois Ted Scaife.

## Biographie
Comme chef opérateur, Edward Scaife collabore à cinquante-trois films (majoritairement britanniques), le premier — suédois — sorti en 1948. Le dernier (coproduction britanno-polonaise) est Les Enfants de la rivière de Lionel Jeffries (avec James Mason et Bernard Cribbins), sorti en 1978. Dans l'intervalle, citons Le Banni des îles de Carol Reed (1952, avec Ralph Richardson et Trevor Howard), Khartoum de Basil Dearden (1966, avec Charlton Heston et Laurence Olivier), ou encore le western Un colt pour trois salopards de Burt Kennedy (1971, avec Raquel Welch et Robert Culp).
Il contribue aussi à quelques films américains, tel Les Douze Salopards de Robert Aldrich (1967, avec Lee Marvin et Charles Bronson), ou à des coproductions américano-britanniques, comme Le Jeune Cassidy de Jack Cardiff et John Ford (1965, avec Rod Taylor et Maggie Smith).
De plus, sur quelques films à partir de 1945, il est cadreur (ex. : Le Narcisse noir de Michael Powell et Emeric Pressburger en 1947), chef opérateur de seconde équipe (ex. : Pandora d'Albert Lewin en 1951), et aussi premier ou deuxième assistant opérateur.
Fait particulier, il collabore avec le réalisateur John Huston sur cinq films, dont Le Dernier de la liste (1963, avec George C. Scott et Dana Wynter) et La Lettre du Kremlin (1970, avec Bibi Andersson et Richard Boone). Autre particularité, il est chef opérateur sur trois films de la série cinématographique des Tarzan, dont deux avec Gordon Scott dans le rôle-titre — le second étant Tarzan le magnifique de Robert Day (1960) —. 
Après son dernier film pré-cité de 1978, Edward Scaife est encore directeur de la photographie sur deux téléfilms diffusés en 1979, dont Le blé est vert de George Cukor, avec Katharine Hepburn.

## Filmographie partielle
(au cinéma, sauf mention contraire)

### Directeur de la photographie
- 1952 : L'assassin a de l'humour (The Ringer) de Guy Hamilton
- 1952 : Le Banni des îles (Outcast of the Islands) de Carol Reed
- 1952 : Home at Seven de Ralph Richardson
- 1953 : Le Visiteur nocturne (The Intruder) de Guy Hamilton
- 1953 : La Valse de Monte-Carlo (Melba) de Lewis Milestone
- 1954 : Un inspecteur vous demande (An Inspector Calls) de Guy Hamilton
- 1954 : Meurtre sur la Riviera (Beautiful stangers) de David Miller
- 1955 : Les Quatre Plumes blanches (Storm Over the Nile) de Zoltan Korda et Terence Young
- 1955 : L'Enfant et la Licorne (A Kid for Two Farthings) de Carol Reed
- 1955 : Un mari presque fidèle (The Constant Husband) de Sidney Gilliat
- 1957 : Rendez-vous avec la peur (Night of the Demon) de Jacques Tourneur
- 1957 : Gai, gai, marions-nous (Happy Is the Bride) de Roy Boulting
- 1958 : Chef de réseau (The Two-Headed Spy) d'André De Toth
- 1958 : L'habit fait le moine (Law and Disorder) de Charles Crichton
- 1959 : La Plus Grande Aventure de Tarzan (Tarzan's Greatest Adventure) de John Guillermin
- 1959 : The Boy and the Bridge de Kevin McClory
- 1959 : La Maison des 7 faucons (The House of the Seven Hawks) de Richard Thorpe
- 1960 : Tarzan le magnifique (Tarzan the Magnificent) de Robert Day
- 1960 : Les Loustics à l'hosto (Carry On Constable) de Gerald Thomas
- 1961 : His and Hers de Brian Desmond Hurst
- 1962 : Tout au long de la nuit (All Night Long) de Basil Dearden
- 1962 : Le Lion (The Lion) de Jack Cardiff
- 1962 : The Dock Brief de James Hill
- 1963 : Le Dernier de la liste (The List of Adrian Messenger) de John Huston
- 1963 : En suivant mon cœur (Follow the Boys) de Richard Thorpe
- 1963 : Le Défi de Tarzan (Tarzan's Three Challenges) de Robert Day
- 1964 : Mission 633 (633 Squadron) de Walter Grauman
- 1965 : Le Jeune Cassidy (Young Cassidy) de Jack Cardiff et John Ford
- 1965 : L'aventure est au large (The Truth About Spring) de Richard Thorpe
- 1965 : Le Liquidateur (The Liquidator) de Jack Cardiff
- 1966 : Khartoum de Basil Dearden
- 1967 : Les Douze Salopards (The Dirty Dozen) de Robert Aldrich
- 1968 : Le Dernier Train du Katanga (The Mercenaries) de Jack Cardiff
- 1968 : Enfants de salauds (Play Dirty) d'André De Toth
- 1969 : Promenade avec l'amour et la mort (A Walk with Love and Death) de John Huston
- 1969 : Davey des grands chemins (Sinful Davey) de John Huston
- 1970 : La Lettre du Kremlin (The Kremlin Letter) de John Huston
- 1971 : Un colt pour trois salopards (Hannie Caulder) de Burt Kennedy
- 1971 : Catlow de Sam Wanamaker
- 1972 : La Cible hurlante (Sitting Target) de Douglas Hickox
- 1978 : Les Enfants de la rivière (The Water Babies) de Lionel Jeffries
- 1979 : Le blé est vert (The Corn Is Green) de George Cukor (téléfilm)

### Autres fonctions
Deuxième assistant opérateur
- 1947 : Un mari idéal (An Ideal Husband) d'Alexander Korda

Cadreur
- 1945 : César et Cléopâtre (Caesar and Cleopatra) de Gabriel Pascal
- 1947 : Le Narcisse noir (Black Narcissus) de Michael Powell et Emeric Pressburger
- 1948 : La Grande Révolte (Bonnie Prince Charles) d'Anthony Kimmins et Alexander Korda
- 1949 : Le Troisième Homme (The Third Man) de Carol Reed
- 1950 : Secret d'État (State Secret) de Sidney Gilliat

Chef opérateur de seconde équipe
- 1951 : Pandora (Pandora and the Flying Dutchman) d'Albert Lewin
- 1951 : L'Odyssée de l'African Queen (The African Queen) de John Huston